# Galapagos (romanzo)
Galapagos (in lingua originale  Galápagos: A Novel) è un romanzo scritto nel 1985 da Kurt Vonnegut.

## Trama
L'io narrante, si scopre all'inizio della II parte essere il fantasma di Leon Trout, figlio di Kilgore Trout quest'ultimo scrittore di fantascienza e presenza costante nella narrativa di Vonnegut.
Leon ha disertato dai marines durante la guerra del Vietnam, ottenendo asilo politico in Svezia dove è morto in un incidente sul lavoro durante la costruzione della Bahia de Darwin la nave che dovrebbe portare in crociera alle isole Galápagos un gruppo di facoltosi e famosissimi esponenti del jet set.
Il fantasma ha deciso di seguire la sorte della nave e quindi è in grado di raccontarci, un milione di anni dopo, l'evoluzione degli eventi che portano un gruppo eterogeneo e limitato di persone a naufragare sulle isole Galapagos e a rappresentare l'intero futuro dell'umanità.

## Analisi
I temi affrontati dall'autore nel romanzo sono quelli tipici della sua narrativa quali l'antimilitarismo, l'ambientalismo, la sfiducia nella sostenibilità della strada intrapresa dal genere umano, a cui si aggiungono riferimenti all'Evoluzionismo, alla genetica, alle malattie, all'alcolismo, alla violenza sui minori.
Lo stile adottato da Vonnegut è quello di una narrazione partecipe ma senza inserire una morale esplicita, lasciando al lettore trarre le proprie deduzioni e considerazioni sui personaggi e gli eventi. Esemplare in questo senso è la descrizione della brutale aggressione da parte del Perù all'Ecuador, che Vonnegut descrive senza inserire alcuna esplicita valutazione morale.
Peculiare del romanzo è l'uso di asterischi (*) abbinati ai nomi dei personaggio che moriranno all'interno della narrazione.

## Personaggi
- James Wait, cacciatore di prede femminili con lo pseudonimo di Willard Flemming
- Zenji Hiroguchi, Giapponese ventinove anni, genio dei computer, ha inventato i traduttori Gokubi e il successivo Mandarax
- Hisako Hiroguchi, Giapponese, ventisei anni, moglie di Zenji
- Akiko Hiroguchi, figlia di Hisako, interamente coperta di pelo
- Andrew MacIntosh, cinquantacinque anni, Americano, vedovo, e ricco finanziere e avventuriero
- Selena MacIntosh, figlia diciottenne di Andrew, cieca
- Kazakh, il cane di Selena
- Mary Hepburn, cinquantuno anni, Americana, vedova di Roy e insegnante al Liceo di Illium
- Adolf von Kleist, capitano di facciata della Bahía de Darwin
- Siegfried von Kleist, fratello di Adolf, direttore dell'hotel El Dorado e affetto dalla Malattia di Huntington
- Jesús Ortiz, giovane barista inca dell'hotel El Dorado
- Bobby King, pubblicitario, organizzatore della Crociera-Natura del Secolo
- Hernando Cruz, primo ufficiale della Bahía de Darwin
- Gerardo Delgado, disertore dell'esercito dell'Ecuador e assassino di Andrew MacIntosh e Zenji Hiroguchi
- Kamikaze, primo bambino concepito sull'isola, con la tecnica dell'inseminazione artificiale. I genitori biologici sono l'inconsapevole Adolf von Kleist e una delle sei bambine Kanka-Bono. Amante di Akiko Hiroguchi e futuro padre dei suoi figli.
- Sei bambine della tribù dei Kanka-Bono

## Edizioni
- Kurt Vonnegut, Galapagos, traduzione di Riccardo Mainardi, Tascabili Bompiani – Best seller, 3ª ed., Milano, Bompiani, 2004  [1985],  p. 302, ISBN 88-452-4416-4.
- Kurt Vonnegut, Galapagos, traduzione di Riccardo Mainardi, Grandi Tascabili Bompiani, 1ª ed., Milano, Bompiani, ottobre 2015  [1985],  p. 319, ISBN 978-88-452-8023-8.